# 小籠包玉螺
小籠包玉螺（学名：Polinices bathyraphe）为玉螺科乳玉螺屬下的一个种。